# Mars 2021
Mars 2021 est le troisième mois de l'année 2021.

## Événements
- 1er mars : 
  - en Arménie, des manifestants prennent d'assaut un bâtiment gouvernemental à Erevan, pour exiger la démission du Premier ministre du pays Nikol Pashinyan, Nikol Pachinian annonce par la suite être ouvert à des élections législatives anticipées ;
  - en France, l'ancien président français Nicolas Sarkozy est condamné à trois ans de prison pour corruption, après avoir été reconnu coupable d'avoir tenté d'offrir un emploi à un magistrat en échange d'informations sur une enquête pénale sur son parti politique[1].
- 2 mars :
  - élections législatives aux États fédérés de Micronésie ;
  - le président français Emmanuel Macron reconnaît qu'en 1957 l'avocat algérien Ali Boumendjel a été « torturé et assassiné » par l'armée française.
- 3 mars :
  - élections sénatoriales au Pakistan ;
  - la Cour pénale internationale annonce qu'une enquête sur des soupçons de crimes de guerre commis par les forces israéliennes, le Hamas et des groupes armés palestiniens dans les Territoires palestiniens va être lancée par la CPI[2];
  - début des manifestations de 2021 au Sénégal.
- 4 mars : un tremblement de terre de magnitude 7,1 frappe au large des côtes de la Nouvelle-Zélande, provoquant un premier avertissement au tsunami dans le Pacifique[3].
- 5 mars :
  - au Yémen, des combats entre rebelles et loyalistes à Marib font au moins 90 morts[4];
  - en Somalie, un attentat à Mogadiscio fait au moins 10 morts[5].
- 6 mars : élections législatives en Côte d'Ivoire, remportées par le Rassemblement des houphouëtistes pour la démocratie et la paix du président Alassane Ouattara.
- 7 mars :
  - élections régionales en Bolivie ;
  - explosions de Bata en Guinée équatoriale.
- 9 mars : procès du policier impliqué dans la mort de George Floyd.
- 10 mars :
  - incendie du centre de données d'OVHcloud à Strasbourg[6];
  - le Premier ministre ivoirien, Hamed Bakayoko, meurt dans l'exercice de ses fonctions.
- 11 mars : au Nigeria, 30 étudiants sont enlevés dans l'État de Kaduna, au Nigeria, lorsque des hommes armés ont attaqué le Collège fédéral de mécanisation forestière. Il s'agit du quatrième kidnapping d'école au Nigeria en 2021 et de la cinquième attaque d'école[7].
- 12 mars :
  - 46e cérémonie des César.
  - Exécution de 81 condamnés à mort en Arabie saoudite[8].
- 13 mars : Élections législatives de 2021 en Australie-Occidentale.
- 14 mars :
  - élections législatives en République centrafricaine (2e tour) ;
  - élections régionales en Rhénanie-Palatinat (Allemagne) ;
  - 63e cérémonie des Grammy Awards.
- 15 mars :
  - combat de Tessit, entre l'armée malienne et l'État islamique ;
  - Le massacre de Darey-Daye, au Niger, fait 66 morts.
- 16 mars : aux États-Unis, des fusillades font huit morts dans trois salons de massage de la région d’Atlanta.
- 15 et 17 mars : élections législatives aux Pays-Bas.
- 17 mars :
  - en Tanzanie, le président John Magufuli meurt dans l'exercice de ses fonctions. la vice-présidente Samia Suluhu lui succède ;
  - référendum à Sainte-Hélène ;
  - les mathématiciens Avi Wigderson et László Lovász partagent le prix Abel pour leurs travaux sur la théorie de la complexité et sur la théorie des graphes.
- 18 mars : l’Espagne devient le quatrième pays européen à légaliser l’euthanasie et le sixième pays dans le monde[9].
- 19 mars : élections législatives à Curaçao.
- 21 mars :
  - élection présidentielle en république du Congo, au pouvoir de 1979 à 1991 puis à partir de 1997 dans le contexte d'une guerre civile, le président sortant Denis Sassou-Nguesso est réélu avec 88,57 % des voix, devançant largement son principal rival, Guy Brice Parfait Kolélas mort des suites de la Covid-19 ;
  - le Massacre de Tillia, au Niger, fait 137 morts.
- 22 mars :
  - aux États-Unis, dix individus sont tués dans une fusillade à l'intérieur du supermarché King Soopers de Boulder.
  - attentat à Guangzhou.
- 23 mars : élections législatives en Israël, les quatrièmes en moins de deux ans.
- 23 au 29 mars : en Égypte, l'échouement du porte-conteneurs Ever Given bloque le trafic maritime au canal de Suez.
- 25 mars : les éléphants d'Afrique des savanes et des forêts, jusqu’ici jugés « vulnérables », sont désormais considérés « en danger » et « en danger critique » d’extinction par les experts de l’Union internationale pour la conservation de la nature (UICN), qui ont mis à jour leur liste rouge[10].
- 26 mars : en Égypte, un accident ferroviaire entre deux trains fait 32 morts et 91 blessés[11].
- 27 mars : la ville de Palma, au Mozambique, est prise par l'État islamique[12].
- 28 mars : élections du Conseil national au Turkménistan.
- 30 mars : début des émeutes en Irlande du Nord, province du Royaume-Uni.